# CEU Press
Die Central European University Press, allgemein bekannt als CEU Press, abgekürzt als CEUP, ist ein wissenschaftlicher Verlag mit engen Verbindungen zur Central European University. Er befindet sich in Budapest und New York City.
Die CEU Press wurde 1993 im Anschluss an die Gründung der Central European University im Jahr 1991 gegründet. Die Publikationssprache ist Englisch.
Die Hauptthemen der CEU Press sind „politische Philosophie und Praktiken der offenen Gesellschaft, Geschichte, Rechtswissenschaft, Nationalismusstudien, Menschenrechte, Konfliktlösung, Geschlechterstudien, Jüdische Studien, Wirtschaft, Mediävistik, Literatur und internationale Beziehungen“.
Ursprünglich lag der regionale Schwerpunkt der CEU Press auf Mittel- und Osteuropa. Später weitete er sich auf die Länder der ehemaligen Sowjetunion und ihre Nachbarn sowie auf die arabische und islamische Welt aus.